# Turdetani
Turdetani, predrimsko ljudstvo z juga Iberskega polotoka, naseljeno v dolini reke Guadalquivir. V rimskem obdobju je bilo njihovo ozemlje del province Zadnje Hispanije, po njeni delitvi leta 27. pr. n. št. pa del province Betike. Strabon jih je imel za naslednike Tartesov, ki so govorili jezik, zelo soroden tarteškemu. 
Turdetani so bili stalno v stiku s svojimi grškimi in kartažanskimi sosedi. Herodot piše, da jim vlada omikan kralj  Argantonij, ki je v 5. stoletju pr. n. št. prijazno sprejel koloniste iz Fokide. Imeli so zapisan zakonik in keltiberske najemnike, ki so se zanje vojskovali proti Rimu. Strabon ugotavlja, da so poleg Keltikov najbolj civilizirano ljudstvo v Iberiji in da se njihova kultura zgleduje po grško-rimskih modelih. Ob izbruhu druge punske vojne so se leta 197 pr. n. št. vojskovali proti svojemu rimskemu guvernerju. 
Leta 197 pr. n. št. so se Turdetani uprli rimski oblasti in kmalu so se jim pridružili še osrednji in severovzhodni Keltiberi. Ko je Katon Starejši leta 195 pr. št. postal rimski senator, je dobil oblast nad celo Hispanijo in nalogo, da zatre upor v Hispaniji. Najprej je zatrl upor na severovzhodu in se nato odpravil proti jugu, kjer je zatrl še upor Turdetanov, ki so bili "najmanj bojeviti od vseh hispanskih plemen". Leta 194 pr. št. se je vrnil v Rim in za seboj pustil dva pretorja, ki sta bila odgovorna vsak za svojo provinco.
Nekateri znanstveniki povezujejo Turdetane s Turduli in opida Turdulorum in Veteres Turduli (oba na sedanjem portugalskem ozemlju, četudi so bili verjetno zelo keltizirani.
V Plavtovi komediji Ujetniki (Captivi) so Turdetani prikazani, kot da njihova domovina v Betiki pregovorno slovi po drozgih in drugih malih pticah, ki so jih dobavljali rimskim kuhinjam.